# Holothrix cernua
Holothrix cernua är en orkidéart som först beskrevs av Nicolaas Laurens Nicolaus Laurent Burman, och fick sitt nu gällande namn av Edmund André Charles Lois Eloi `Ted' Schelpe. Holothrix cernua ingår i släktet Holothrix och familjen orkidéer. Inga underarter finns listade i Catalogue of Life.

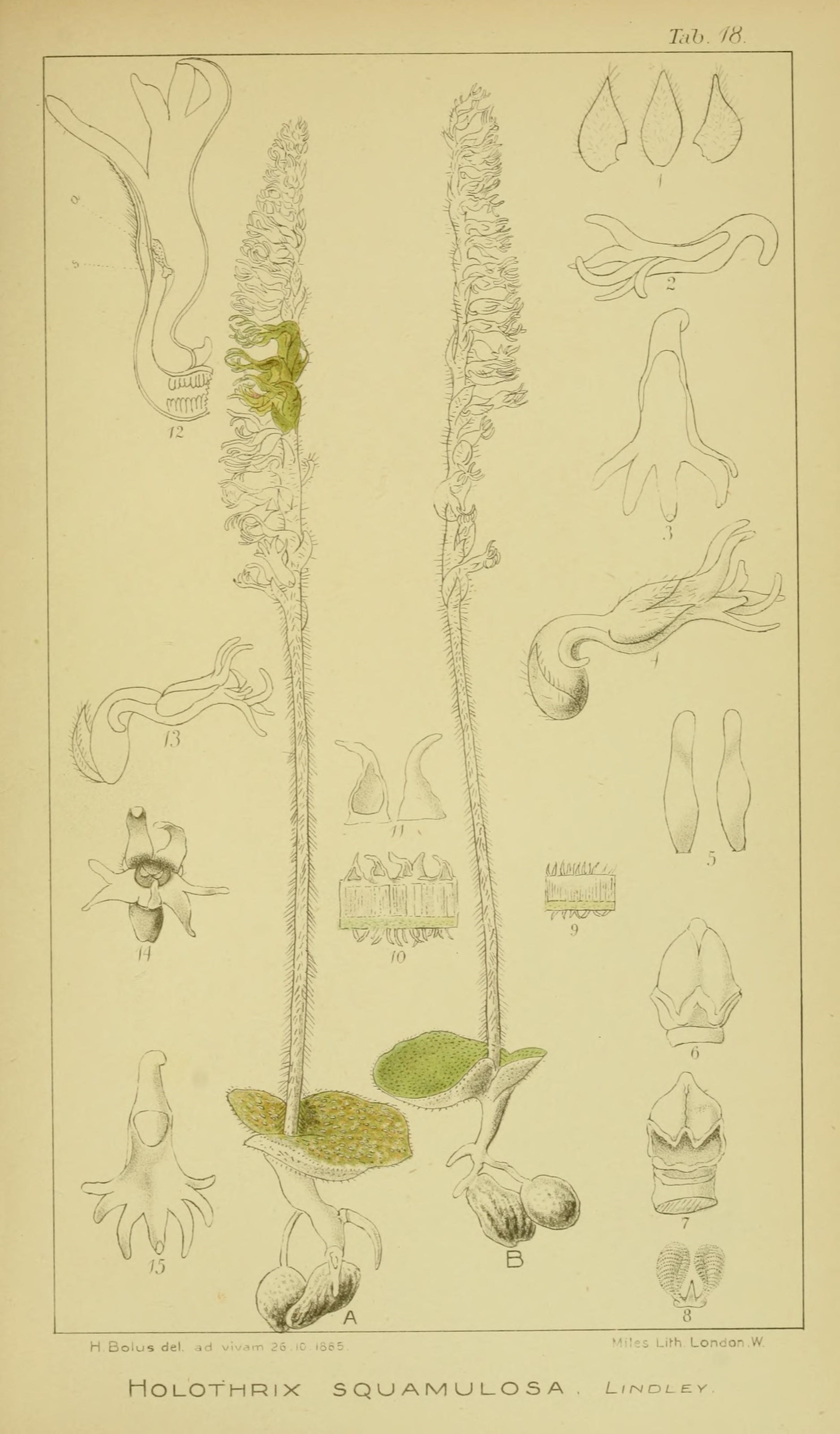